# KFTPGrabber
KFTPGrabber je FTP klient pro KDE. Byl vytvořen v roce 2003 Jernejem Kosem.

## Rysy programu
- Taby.
- Podpora FTP, SFTP a SSH protokolů.
- Oblíbené FTP (seznam ukládá šifrovaný).